# Stolnica sv. Petra, Montpellier
Stolnica sv. Petra v Montpellieru (francosko: Cathédrale Saint-Pierre de Montpellier) je rimskokatoliška cerkev v mestu Montpellier v Franciji. Stolnica je nacionalni spomenik in sedež nadškofije Montpellier. Zgrajena je v gotskem slogu.

## Zgodovina
Stolnica izvira iz kapele samostana Saint-Benoît, ki ga je leta 1364 ustanovil papež Urban V.. Ta kapela je postala stolnica leta 1536, ko se je sedež škofije Maguelone preselil v Montpellier.

### Po letu 1536
Na vogalih ladje se dvigajo štirje stolpi, eden od njih je bil porušen med protestantskim ikonoklastičnem gibanju leta 1567. Stavba je bila pomembna obramba, zato ima izgled trdnjave. Konec 16. stoletja so jo tudi poimenovali Fort Saint-Pierre. Ena od fasad je bilo okronana z mašikulami, ki so jih prepletale bočne plošče, za katerimi je potekala pokrita pot v debelino stene. Pred vhodom stoji masivna veranda, sestavljena iz dveh cilindričnih stebrov in oboka, ki povezuje stebre s pročeljem cerkve.
To so praktično edini elementi srednjeveške arhitekture stolnice, ki jih je mogoče videti še danes. Cerkev je bila sestavljena iz ene same ladje s petimi razponi, ki razmejujejo štirinajst stranskih kapel. Posvečene so različnim svetnikom. Ornamentika cerkve je bila zelo bogata. Glavni oltar je bil obdan z retablom. V pritličju je bila v cerkvi majhna zakristija. V notranjosti so bile omare z več ključavnicami, od katerih je ena hranila relikvije (srebrne roke svetega Benedikta, sv. Germaina in sv. Blaža) ter knjige in perilo v skrinjah. Ta zakristija naj bi bila manjša v primerjavi z glavno zakristijo, ki je vsebovala zaklad (relikviarij, svete vaze in dragocene okraske).
Stavba je bila med verskimi vojnami hugenotov v 16. stoletju močno poškodovana in je bila v naslednjih stoletjih večkrat prezidana. 
20. oktobra 1561 je po nočnem obleganju množica vdrla v stolnico, kamor so se v spremstvu vojakov zatekli nekateri katoliški dostojanstveniki. Obseg pokola se zelo razlikuje. V nekaj urah so cerkev popolnoma opustošili. Po padcu stolnice je sledilo ropanje mestnih samostanov. Leta 1562 je stolnica izgubila svoje zvonove in železna vrata, ki so jih stalili, da so katoličani naredili strelivo.
Leta 1567 so stolnico napadli protestanti, ki so tokrat napadli spomenik. Zrušil se je stolp in s seboj potegnil celotno zgradbo. Kanoniki so se zatekli v Villeneuve-les-Maguelone in Frontignan, kjer so ostali do konca obleganja Ludvika XIII. leta 1622.
Kralj je stolnico takoj obnovil. Obok, tlakovanje ladje in fasade so bili preurejeni. Potem ko so jo v 18. stoletju prenovili po projektu Jean-Antoina Giralja, so sv. Petra spremenili v bolj ambiciozno stavbo.

### Širitve v 19. stoletju
Dela, ki jih je od leta 1855 do 1875 vodil Henri Antoine Revoil, so bila rekonstrukcija zvonika in dodatek žarkastih kapel znotraj kora, ki pa prvotno niso načrtovali ambulatorija. Streha kora je bila okrašena z emajliranimi ploščicami na burgundski način. Auguste Baussan je v slogu iz 13. stoletja predelal kiparsko dekoracijo stolpa in timpanona; obnova transepta in kora, ki sta jo izvajala Édouard Didron in Paul Nicod, je bila izvedena med letoma 1870 in 1872. V desnem kraku je slika Sébastiena Bourdona, ki prikazuje Simona Čarovnika (1657), apokrifno epizodo iz življenja svetega Petra ..
Leta 1795 je škofovski sedež (nekdanji samostan Saint-Benoît) postal sedež Medicinske šole.
Leta 1847 je monsinjor Charles-Thomas Thibault (1835-1860) stolnico povzdignil v manjšo baziliko.
Leta 1856 je stolnična zgradba služila kot vzor za tujim misijam za gradnjo cerkve Saint-François-Xavier v Malaki v današnji Maleziji.
Leta 1906 je bila vpisana med zgodovinske spomenike .
Po posvetitvi škofije Montpellier v nadškofijo 8. decembra 2002 je z odlokom kongregacije stolnica sv. Petra postala metropolitanska stolnica. Cerkvena provinca Montpellier zdaj vključuje škofije Surove Mende in Perpignan-Elne (prej sufragan Albi), Nîmes (prej sufragan Avignona) in Carcassonne (prej sufragan Toulousea).

## Mere
Dolžina stolnice je znotraj 95 metrov, zunaj pa 102,50 metra; če dodamo še verando, je dolga 113 m. Ladja je visoka 28,50 metra, transept in kor pa vrhunec pri 27,50 metra. Skupna širina ladje in njenih stranskih delov je 26,7 metra.
Zunaj sta dva stebra (premera 4,55 metra) in nadstrešnica pred velikim portalom originalna (14. stoletje) in sta čisto dekorativna. Stranski gotski portal iz leta 1875, posvečen Devici, je delo kiparja Augusta Baussana.
- Pogled na stolnico
- Častno dvorišče Medicinske fakultete, prej samostana
- Zvonik, viden s častnega dvorišča Univerze v Montpellieru
- Pogled na Corum
- Lépinove orgle, ki jih je obnovil Kern
- Vzhodni vhod